# Sci nautico ai II Giochi del Mediterraneo sulla spiaggia
Le gare di sci nautico ai II Giochi del Mediterraneo sulla spiaggia si sono svolti dal 25 al 31 agosto 2019 a Patrasso, in Grecia.

## Podi

### Uomini
| Evento    | Oro                     | Argento         | Bronzo                  |
| Slalom    | Filippos Kyprios        | Nicolas Benatti | Tanguy Dailland         |
| Figure    | Nikolaos Plytas Iliadis | Tanguy Dailland | Alexandre Poteau        |
| Wakeboard | Maxime Roux             | Igor Colombo    | Nikolaos Plytas Iliadis |

### Donne
| Evento    | Oro                      | Argento                  | Bronzo                |
| Slalom    | Ambre Franc              | Camille Poulain-Ferarios | Angeliki Andriopoulou |
| Figure    | Camille Poulain-Ferarios | Greta Tagliati           | Angeliki Andriopoulou |
| Wakeboard | Aurélie Godet            | Julia Molinari           | Angeliki Andriopoulou |

## Medagliere
| Pos.   | Paese   | Oro | Argento | Bronzo | Tot |
| ------ | ------- | --- | ------- | ------ | --- |
| 1      | Francia | 4   | 2       | 2      | 8   |
| 2      | Grecia  | 2   | 0       | 4      | 6   |
| 3      | Italia  | 0   | 4       | 0      | 4   |
| Totale | Totale  | 6   | 6       | 6      | 18  |